# 大久保留次郎
大久保 留次郎（おおくぼ とめじろう、1887年（明治20年）5月12日 - 1966年（昭和41年）11月19日）は、日本の内務及び台湾総督府官僚、政治家。第18代東京市長。衆議院議員（4期）。

## 来歴・人物
茨城県行方郡吉川村（津澄村、北浦村、北浦町を経て現行方市吉川）で大久保佐吉の次男として生まれる。生家は農家。1913年（大正2年）東京高等師範学校（筑波大学の前身）地歴科卒業。高等文官試験に合格し、内務省に入省、警察畑を歩む。新橋、牛込、神楽坂各警察署長、警視庁特高課長、刑事部長、官房主事、台湾総督府警務局長を歴任。この間、堺利彦、徳田球一らが検挙された第1次共産党事件（1923年）、約1600人が検挙された三・一五事件（1928年）など、共産党員の大量検挙事件の指揮にあたる。
また、本庄豊は、山本宣治暗殺（1929年3月5日）犯の黒田保久二（七生義団員）の黒幕だったと推測している。大久保は門司警察署長・桜井敏雄に目をかけ、桜井は木村清の七生義団を援助したこと。大久保の直属の上司である横山助成警保局長の親類である石田英一郎が治安維持法違反で逮捕され、拷問を受けたことを山本に議会で追及されたこと（1929年2月8日、衆議院予算委員会第二分科会）。こうした繋がりと、大久保の思想、さらに黒田が戦後、自分に山本暗殺を持ちかけたのは「えらい人」で、戦後「代議士になった」と証言したことなどから、本庄は大久保が山本宣治暗殺事件の黒幕であるとした（ただし、直接関連づける史料は呈示していない）。
その後千葉県知事（1931年 - 1932年）、東京市助役（1936年 - 1937年、1939年 - 1940年）を経て、立憲政友会の支持で1940年に東京市長に選任。東京港開港や交通・水道網整備に努め、1942年に退任する。戦後は鳩山一郎率いる日本自由党に参加し、第22回衆議院議員総選挙で旧東京2区から衆議院議員に当選するも、同年公職追放される。1950年解除後、東京7区・茨城1区から出馬し、途中に落選を挟みながら、4回当選。第2次鳩山一郎内閣の北海道開発庁長官として入閣する。鳩山の退陣後、鳩山系議員をまとめていた河野一郎と袂を分かって石橋湛山の支持に回って石橋内閣、第1次岸内閣で行政管理庁長官兼国家公安委員会委員長を務めた。
1964年春の叙勲で勲二等旭日重光章受章（勲四等からの昇叙）。
1966年11月19日死去、79歳。死没日をもって従四位から従三位に叙される。
死後、大久保の蔵書は遺族によって行方市立北浦中学校に寄贈された。そこで、同校の図書室に「大久保留次郎先生記念文庫」として蔵書されていたが、2003年の校舎新築で処分された。現在は、同校で大久保をしのぶ資料は肖像画と松下操『大久保留次郎先生傳』のみとなっている。

## エピソード
1946年、大野伴睦が日本自由党の幹事長となり、副幹事長制を導入して山口喜久一郎と神田博を据えようとした。この件について、大久保は東京市助役時代に懇意にしていた広川弘禅の起用を強硬に主張、大野は根負けして神田を広川に差し替えた。これを機に広川は実力者へと成長してゆく。
1953年、菅生事件で市木春秋こと戸高公徳を日本共産党弾圧の為の潜入捜査に関与させたことを中村梅吉法相と共に認めた。

## 著書
- 『群衆の心理』 1914年、敬文館
- 『新ロシアの研究』 1924年、報知新聞社出版局